# Музиль, Николай Игнатьевич
Никола́й Игна́тьевич Му́зиль (14 [26] ноября 1839, Московская губерния, Российская империя — 26 июня [9 июля] 1906, Москва, Российская империя) — русский актёр из артистической династии Бороздиных-Музиль-Рыжовых: муж Варвары Петровны Бороздиной, отец Варвары Николаевны Рыжовой. Заслуженный артист Императорских театров (февраль 1903).

## Биография
Происходил из семьи обрусевших немецкоязычных чехов. Дед Николая Игнатьевича, выходец из Германии, тоже был актёром и выступал в амплуа комик-резонёр. Отец, Игнатий Музиль, купец 3-й гильдии, был удостоен звания «Личный почётный гражданин города Москвы» (с 1846 года) за безвозмездную передачу земельного участка в Московском уезде, для устройства Московско-Орловской железной дороги.
Родился в посёлке Чисмена под Волоколамском. Учился в 1-й Московской гимназии, где участвовал в постановке любительских спектаклей под руководством А. А. Григорьева; гимназию не окончил, поскольку был вынужден переехать в Екатеринослав, где работал телеграфистом. Возвратившись из Екатеринослава в 1861 году, он исполнил давно желанную мечту — поступил на сцену.
Начинал в любительском театральном кружке Секретарёва, где был частым партнёром Модеста Писарева.
В 1865 году дебютировал в Малом театре. В 1866 зачислен в труппу и служил в Малом до конца жизни. Характерный и комедийный актёр, Музиль стремился к глубокому раскрытию внутренней сущности изображаемых образов и тщательности их отделки. Тонкий художник-реалист, обладавший острой наблюдательностью, он вносил в исполняемые им роли много характерных бытовых подробностей, подсмотренных в самой действительности.
Скончался в 1906 году. Похоронен на Ваганьковском кладбище (12 уч.).

## Семья
- Супруга — Варвара Петровна Музиль-Бороздина, актриса Малого театра.
- Дочь — Варвара Николаевна Рыжова, Народная артистка СССР, актриса Малого театра.
- Дочь — Надежда Николаевна Музиль-Бороздина, актриса театра Корша в Москве, Суворинского театра в Санкт-Петербурге.
- Дочь — Елена Николаевна Музиль — «Музиль 2-я», актриса Малого театра.
- Сын — Николай Николаевич Музиль — «Музиль 2-й», артист Малого театра.
- Внук — Николай Иванович Рыжов, Народный артист СССР, актёр Малого театра.
- Правнучка — Татьяна Николаевна Рыжова, актриса Малого театра.

## Признание и награды
- заслуженный артист Императорских театров (1903)
- награждён перстнем от Наместника на Кавказе Великого князя Михаила Николаевича (1868)

## Интересные факты
- Музиль поступил в императорский Малый театр, поддавшись на уговоры публики, при условии руководства театра, что жалование за сыгранные спектакли получать не будет. При этом артист выходил на сцену почти ежедневно и вносил свою лепту в сборы, которые делала труппа. Чтобы чем-нибудь обеспечить своё материальное положение, Музиль устраивал музыкально-литературные вечера, которые публика охотно посещала. Спустя какое-то время, когда Музиль уже получал небольшое жалованье, московская театральная публика в день очередного бенефиса подносила подарок артисту — недорогой серебряный кубок, в который помещались билеты внутреннего государственного займа. Этим подарком публика пополняла скудное жалованье, на которое артисту удавалось содержать многочисленную семью. Такие подарки подавались публикой Музиля ежегодно до тех пор, пока он не получил от театра достойное содержание. Можно смело сказать, что московская публика содержала в императорском театре талантливого и любимого артиста за свой счёт.
- Для постановки пьесы Островского «Правда — хорошо, а счастье лучше», когда дирекция Малого театра отказалась возвести на сцене садовую беседку, Музиль оплатил её заказ и изготовление из собственных средств: по мнению драматурга, беседка была важным сценическим решением и её отсутствие делало невозможным постановку спектакля. Пьеса прошла с успехом и когда она поступила в постоянный репертуар и была уже сыграна несколько раз с означенной беседкой, внесённой уже в инвентарь Малого театра, Музиль попросил, чтоб расход на беседку был ему возвращён. В этой просьбе артисту было отказано и ему был сделан выговор от дирекции за то, что он осмелился произвести расход, который не был «разрешён».

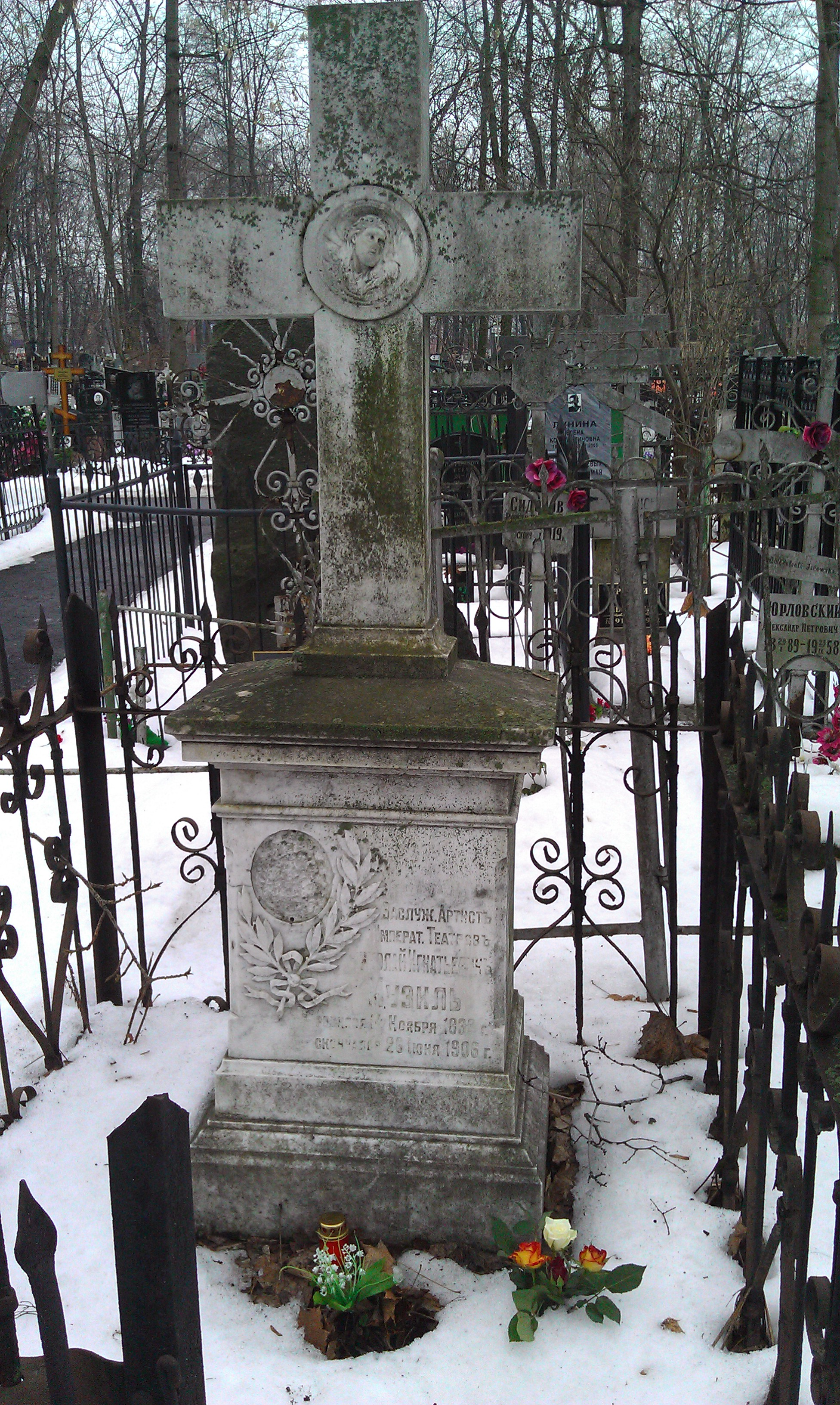
Надгробие на могиле артиста на Ваганьковском кладбище

- В артистической среде того времени обвиняли Островского в пристрастии к своим друзьям — Музиль сыграл во всех двадцати пьесах автора, десять из которых были бенефисами Музиля. В этом была обоюдная выгода: артист получал возможность сыграть в спектакле, хотя бы и не главные роли[6], чем совсем не тяготился Музиль, а драматург мог рассчитывать на вознаграждение от бенефицианта за то, что его пьеса была представлена на бенефис, проходивший за рамками репертуара театра. Говорили о том, что Бурдин и Музиль ездят в Щелыково за пьесами для бенефисов, обвиняли Островского в пристрастии к своим друзьям. Не обходилось, очевидно, и без пристрастий. Чем же иным можно объяснить назначение роли красавца Окоёмова в пьесе «Красавец-мужчина» М. П. Садовскому, внешние данные которого совершенно не подходили для этого образа?

- Скончался в 1906 году от рака. Ваганьковское кладбище считалось наиболее приемлемым для захоронения тела знаменитого артиста, но Музиль при жизни был лютеранином и духовенство Ваганьково было против захоронения, ввиду того, что кладбище считалось православным. Разрешение мог дать только Митрополит, но он в подобных случаях обычно отказывал. Однако московская общественность добилась, что разрешение было получено и Митрополит охотно пошёл на просьбу о захоронении в знаменитом «актёрском» некрополе.
- В Москве проживал: в 1860-е на Мытной ул.; в начале 1870-х в Гагаринском пер., 35; до середины 1880-х в Кривоарбатском пер., 12 (дом не сохранился); и последние годы жизни — на Садово-Каретной, 9 (дом не сохранился).

## Творчество
Исполнитель ролей в произведениях А. Н. Островского, Музиль впервые на сцене Малого театра сыграл 20 ролей в пьесах автора: Гаврила («Горячее сердце», 1869), Пётр («Лес», 1871), Шмага («Без вины виноватые», 1884) и другие. Островский, высоко ценивший Музиля за знание русской жизни, простоту и искренность игры, отдал ему для бенефисов 10 своих новых пьес: «Не было ни гроша да вдруг алтын» (Елеся, 1872), «Поздняя любовь» (Дормидонт, 1873), «Правда — хорошо, а счастье лучше» (Платон, 1876), «Последняя жертва» (Салай Салтаныч, 1877), «Бесприданница» (Робинзон, 1878), «Невольницы» (Мирон Ипатыч, 1880) и другие. Современники считали шедевром актёрского мастерства исполнение Музилем роли Нарокова («Таланты и поклонники», 1881).
Искусство Музиля высоко ценил К. С. Станиславский, который, упоминая о нём в своих дневниках, указывает на особенности и приёмы актёрской работы. Спектакль «За чем пойдёшь, то и найдёшь» («Женитьба Бальзаминова») А. Н. Островского, Станиславский мог видеть на сцене Малого театра 3 февраля 1885 г., когда Константину Сергеевичу было 22 года. Реплика Бальзаминова, приведённая Станиславским в дневнике при описании игры Музиля, отсутствует в тексте Островского. По-видимому, Станиславский записал её неточно, по памяти, или же в игре Музиля имела место словесная импровизация. В этом спектакле, кроме Музиля — Бальзаминова, Станиславский видел Акимову, Рыкалову, Садовскую, Медведеву, Федотову.
Из дневника Станиславского (6 февраля, 1885).

Видел в Малом театре пиесу Островского «Женитьба Бальзаминова» с Музилем в заглавной роли.
Отмечу небольшую деталь, которой названный артист скрасил одно вялое место в пиесе.
В первом действии есть сцена, где мать Бальзаминова вместе со свахой напускаются с потоком упрёков на молодого жениха (Музиля), причём последний, свыкшийся с подобными семейными сценами, вначале долго остаётся холоден к речам женщин и, запустив руку в карман, разгуливает по комнате, ловя мух по стенам. Музиль весьма потешно и правдиво нацеливался на мнимую муху и, промахнувшись, долго как бы следил за улетавшим насекомым. Когда же ему удавалось поймать, то он с особым наслаждением бил муху об пол, причём это всё выходило у него очень мило, так как не было ни малейшей утрировки.
Однако брань двух женщин становилась всё сильней, так что Бальзаминов принуждён делать некоторые возражения, переходящие постепенно в грубые ответы, но, несмотря на это, он скоро успокаивается до того, что снова принимается за ловлю мух и, уж поймав одну, он держит её в кулаке и пытается поймать её двумя пальцами, чтобы лишить её крыльев. «Маменька, а маменька, вы вот что сделайте… сшейте вы мне, голу…у…у… (муха вылетает из кулака, и Бальзаминов следит за ней, произнося у…у… каким-то удивлённым тоном, потом… как бы разочарованно доканчивает почти piano) у…убушка… новый сюртук» и т. д.
Отчего бы не повторить описанной детали при удобном случае, хотя бы в роли какого-нибудь шалопая из чиновников.
Из книги С. Г. Кара-Мурзы «Малый театр. Очерки и впечатления» (Москва, 1924).

Каковы же были достоинства и недостатки Музиля? К сценическим недостатком его нужно отнести некоторую сиповатость голоса, которая впрочем по счастливой случайности оказывалась совершенно подходящей к его ролям, как например: к роли повара из «Плодов просвещения», к Шмаге, к юродивому, к Иерониму и пр. Кроме того, у него была привычка растягивать речь, особенно заметная в последние годы, что расхолаживало впечатление от игры. К числу достоинств сценического исполнения Музиля нужно отнести необыкновенную чёткость и ясность игры, почти скрупулёзную обработку мелочей, отчётливую чеканку деталей. Это свойство артиста обусловливается отсутствием в нём горячности и порыва; в нём не было полёта вдохновения, и потому он строил силу своего искусства в тщательном рисунке образа, в колоритности и виртуозности, законченности исполнения. В этой размеренности и мелочной обдуманности каждого шага сказывалось, мне думается, чешское происхождение артиста; он воспринимал, изучал и воспроизводил роль, как в своё время чехи-латинисты учили нас читать и переводить Корнелия Непота с фотографической близостью к подлиннику, и не только к духу, но и к букве текста. Н. И. играл на сцене, как чешка Ванда Ландовска играла на клавесинах до педантичности точно, но без вдохновения, словно вышивала на пяльцах. Это не исключает того, что при всей филигранности отделки, и ювелирности обработки игра Музиля была полна задушевности и искренности тона, ибо он обладал большой способностью к сценической характерности и психологическим зарисовкам. Успех Н. И. на сцене покоился на техническом совершенстве игры, искупающем недостатки непосредственного художественного творчества.

### Роли в театре
- Любен («Жорж Данден» Мольера, 1866)
- Митрофан и Кутейкин («Недоросль», 1866, 1882)
- 1-й крестьянин и Дворцовый повар («Дмитрий Самозванец и Василий Шуйский» А. Н. Островского, 1867)
- Сбригони («Господин де Пурсоньяк» Мольера, 1867)
- Гаврила («Горячее сердце», 1869)
- Пётр («Лес», 1871)
- Елеся («Не было ни гроша, да вдруг алтын», 1872)
- Дормидонт («Поздняя любовь», 1873)
- Платон («Правда — хорошо, а счастье лучше», 1876)
- Салай Салтаныч («Последняя жертва», 1877)
- Робинзон («Бесприданница», 1878)
- Мирон Ипатыч («Невольницы», 1880)
- Юродивый («Борис Годунов», 1880)
- Нароков («Таланты и поклонники», 1881)
- Загорецкий и Тугоуховский («Горе от ума», 1882, 1902)
- Добчинский («Ревизор», 1883)
- Шмага («Без вины виноватые», 1884)
- Жевакин («Женитьба», 1889)
- майор Форд («Виндзорские проказницы» Шекспир, 1890)
- Чугунов («Волки и овцы», 1893)
- Митрич («Власть тьмы», 1895)